# Diores filomenae
Diores filomenae là một loài nhện trong họ Zodariidae.
Loài này thuộc chi Diores. Diores filomenae được Rudy Jocqué miêu tả năm 2003.
1. ↑  Platnick, Norman I. (2010): The world spider catalog, version 10.5. American Museum of Natural History.

biologie|2011|10|21}}